# Zmierzch żeglarski

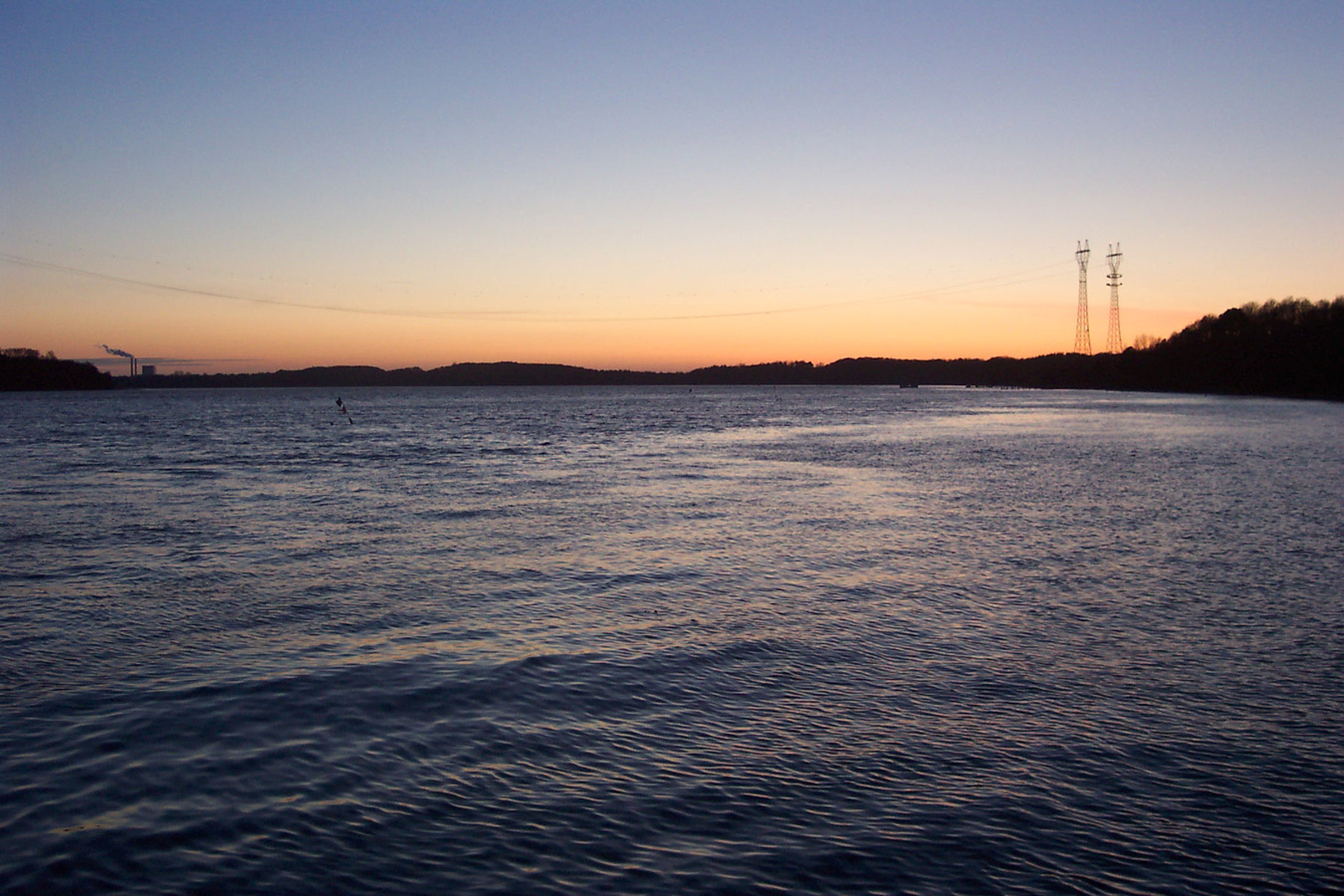
Zmierzch żeglarski w Lillebalt (Dania)

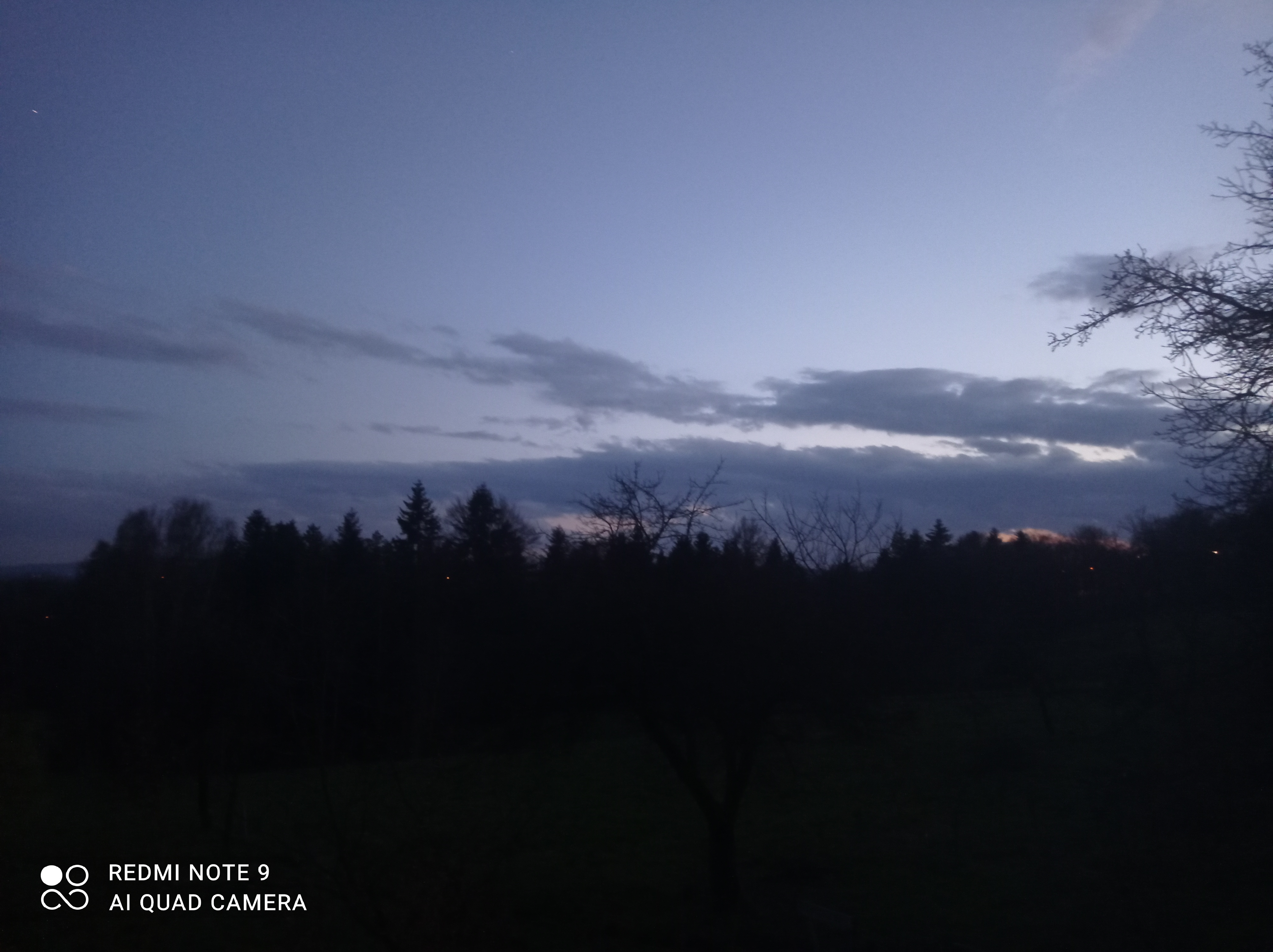
Zmierzch żeglarski w Pogwizdowie (Polska)

Zmierzch żeglarski, zmierzch nautyczny lub zmierzch nawigacyjny (zwany również zmrokiem) – okres po zachodzie Słońca, kiedy środek tarczy słonecznej znajduje się już poniżej 6 stopni kątowych poniżej horyzontu (tarcza słoneczna oglądana z Ziemi ma średnicę ok. pół stopnia, tj. 0°30′), ale ciągle jest jeszcze wyżej niż 12° poniżej horyzontu. Nazwa tej fazy zmierzchu bierze się z faktu, że w tym czasie możliwe jest jeszcze dostatecznie wyraźne obserwowanie linii horyzontu, co ma szczególne znaczenie w astronawigacji (można zmierzyć kąt między horyzontem i gwiazdą), a więc możliwa jest nawigacja jednocześnie w oparciu o obiekty ziemskie, jak i niebieskie. Przed zmierzchem żeglarskim występuje zmierzch cywilny, a po nim – zmierzch astronomiczny.

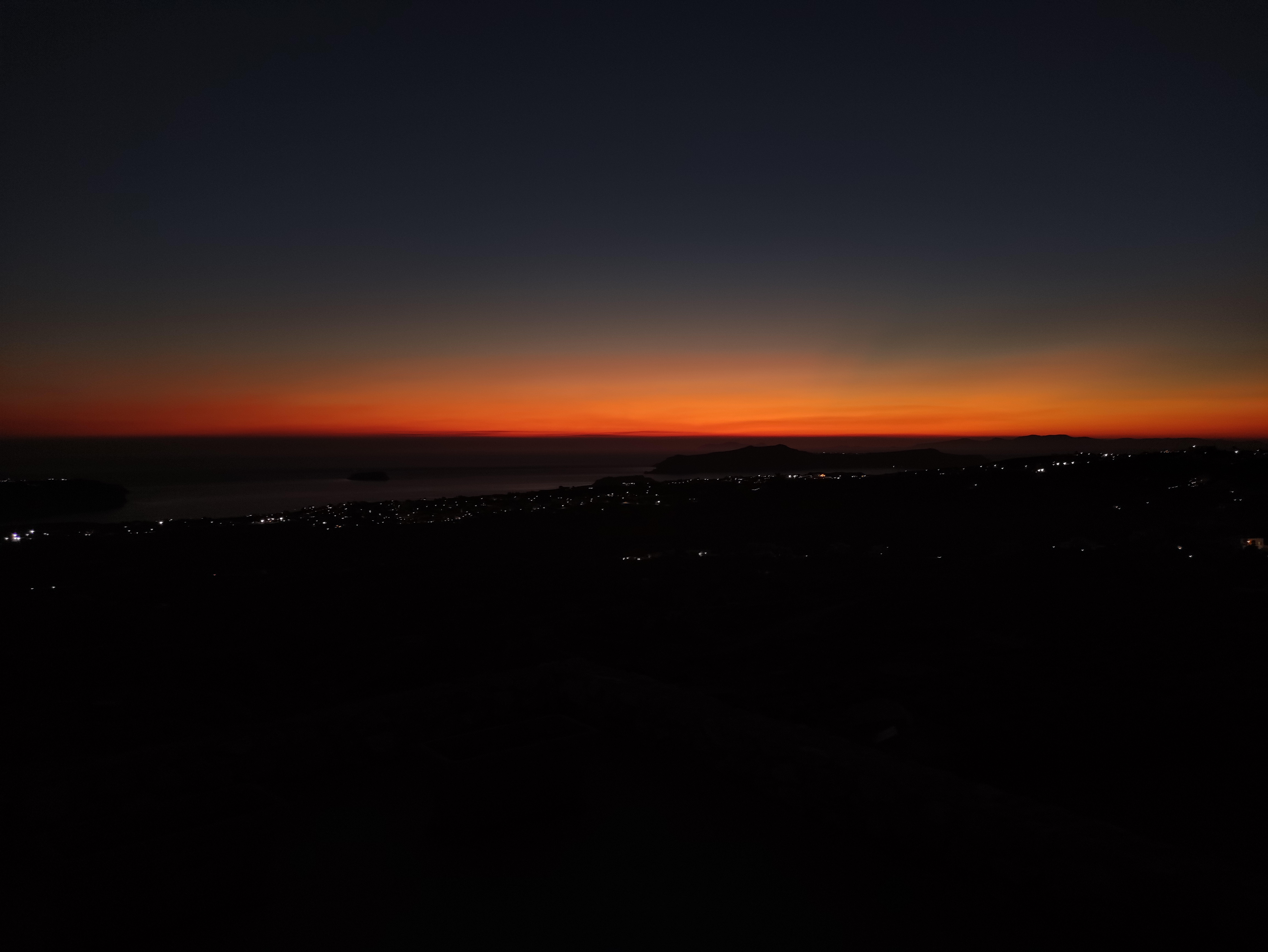
Zmierzch żeglarski w Santorynie, Grecja, 26 lipca 2022

W Polsce północnej (na Kaszubach, na północ od linii północna Gdynia – Ustka, tj. na północ od 54°33′ stopnia szerokości geograficznej północnej) w okolicy momentu przesilenia letniego przez całą noc utrzymuje się zmierzch nawigacyjny – są to tak zwane białe noce żeglarskie. Dla granicznej szerokości jest to jedna noc, najbliższa dacie przesilenia, natomiast dla szerokości geograficznej Rozewia (54°50′) jest to już okres od ok. 11 do ok. 30 czerwca.
W Polsce w miesiącach wiosenno-letnich, przez pewien okres nie ma nocy astronomicznej lub zmierzchu astronomicznego, gdyż po zmierzchu żeglarskim następuje bezpośrednio świt żeglarski (Słońce nie schodzi poniżej 12 stopnia pod horyzont). W zależności od szerokości geograficznej trwa między 13 a 29 czerwca.